# Svoboda
Allukrainska Unionen "Svoboda" eller bara Svoboda (svensk översättning: Frihet) (ukrainska: Всеукраїнське об’єднання «Свобода»/Vseukrajinske objednannia "Svoboda") är ett ukrainskt nationalistiskt politiskt parti med starkast fäste i västra Ukraina. Politiskt klassificeras partiet mellan höger och extremhöger. Det bildades 1991 som Ukrainas Social-Nationala Parti (Соціал-національна партія України). Partiledare är sedan februari 2004 Oleh Tiahnybok och partiet tillhörde tidigare den europeiska paraplyorganisation Alliansen för europeiska nationella rörelser.
Ihor Sjvajka och Jurij Syrotyuk, två högt uppsatta politiker i Svoboda, har 4 september 2015 åtalats av ukrainska myndigheter för deltagande i de våldsamma protesterna utanför parlamentsbyggnaden i Kiev 31 augusti 2015 när tre poliser dödades. Protesterna genomfördes mot att parlamentet röstade om ökat självstyre i rebellkontrollerade områden i östra Ukraina. Över 140 personer skadades och 16 greps, däribland Ihor Gumenyuk också han Svoboda-medlem som misstänks ha kastat en granat.
Den 20 mars 2014 meddelade Svoboda att de lämnade Alliansen för europeiska nationella rörelser i protest mot att partier inom alliansen stött Rysslands annektering av Krim. Svoboda hade haft observatörsstatus i alliansen men majoriteten av Europas högerextrema och högerpopulistiska partier har gett stöd till Ryssland och Putin. I alliansen ingick svenska Nationaldemokraterna, som numera är nedlagt. Svenskarnas parti, numera också nedlagt, avbröt i juni 2014 sitt stöd till Svoboda.

## Historia

Partiets första logotyp (1991–2003), med runbokstäverna I och N som står för "nationen's idé".

Fram till sommaren 2004 deltog partiet i den av Viktor Jusjtjenko styrda koalitionen Vårt Ukraina – Folkets självförvarsblock. Partiets symbol var ett svastika-inspirerat kors. Före presidentvalet 2004 bytte partiet symbol och namn till Svoboda. Partiets då nyvalde ledare Oleh Tjahnybok proklamerade på ett möte i Karpaterna den 20 juli, att Ukraina hade ”rensats från ryssar och judar” under andra världskriget. Det tyckte han var bra. Då fick partiet trots allt inte längre vara med i koalitionen.

### Euromajdan
Svobodas blågula fanor med tre uppsträckta fingrar, en symbol för den anti-sovjetiska frihetskampen under kommuniststyret, sågs i stort antal vid Euromajdan 2013.

## Politik
Svoboda är ett högerpopulistiskt nationalistiskt parti som 2005 var med och bildade Euronat. Partiet vill förbjuda homosexualitet och invandring, göra vapeninnehav till en rättighet för alla, samt förbjuda ”ukrainafobi”. Dess anhängare medverkade till att Kievs prideparad 2012 ställdes in. 
Partiledaren Tjahnybok har gjort antisemitiska uttalanden, bland annat att Ukraina styrs av en ”moskovit-judisk” maffia och att det måste bli ett slut på ”kriminella aktiviteter av ukrainsk organiserad judenhet”. Det judiska Simon Wiesenthal-centret placerade 2013 partiledaren Tjahnybok på femte plats på listan över världens värsta antisemiter.
Svoboda har en historia där ukrainska ultranationalister som Symon Petljura och Stepan Bandera förhärligas och deras medverkan i massmord på polacker, judar och andra etniska minoriteter förnekas. Denna agenda tog Svoboda över från Viktor Jusjtjenko, då han försvann från presidentposten 2010.

## Ministerposter

### Fyra ledamöter i regeringen Jatsenjuk I
Partiet ingick i Ukrainas interimsregering som bildades efter revolutionen februari 2014. I regeringen fick partiet fyra ministerposter: Oleksandr Sytj (vice premiärminister), Andrij Mochnyk (ekologiminister), Ihor Sjvajka (jordbruksminister), Ihor Tenjutj (försvarsminister). Därtill blev Oleh Magnitskiy efter regimskiftet utnämnd till riksåklagare.

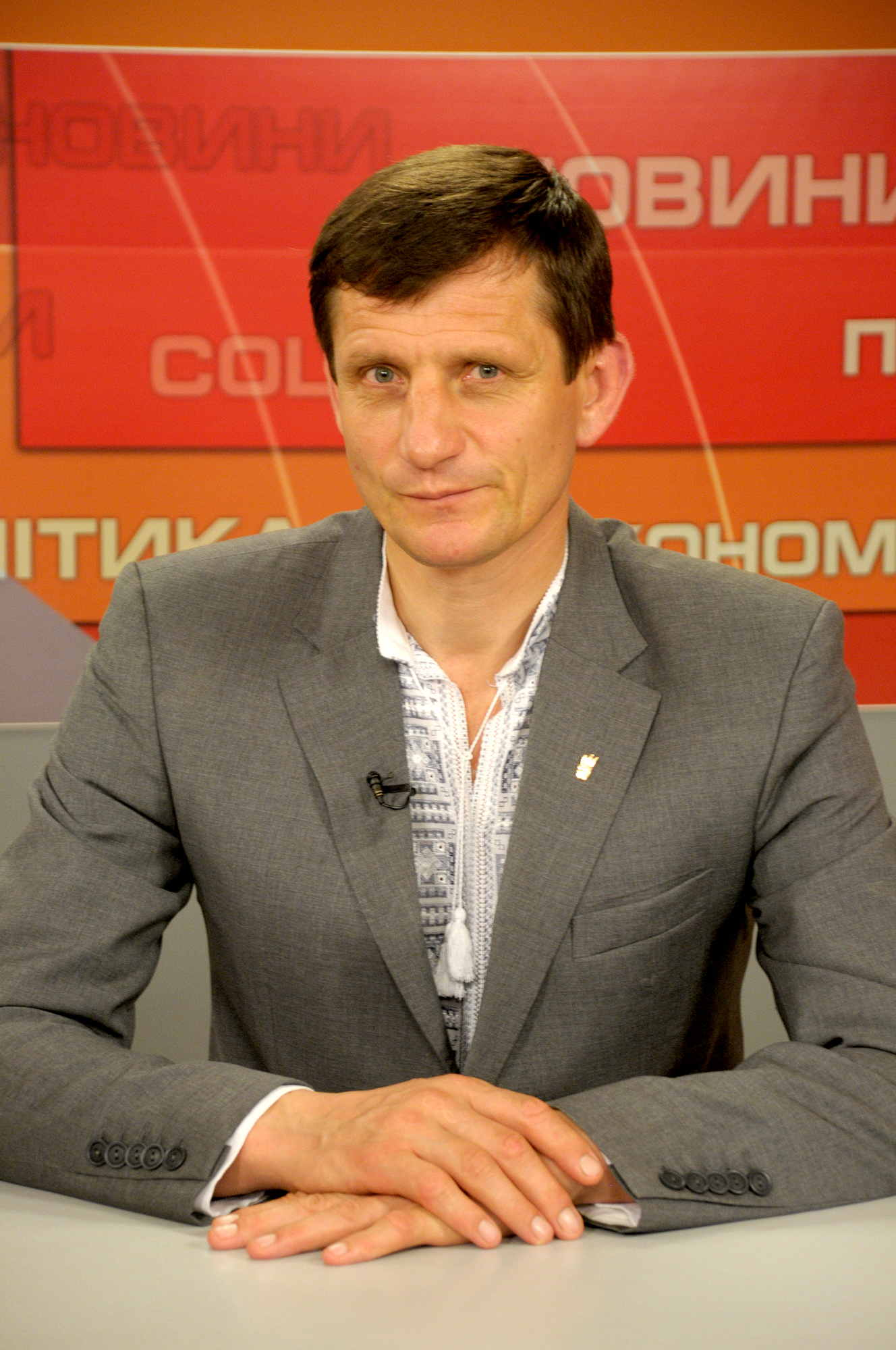
Oleksandr Sytj (vice premiärminister)
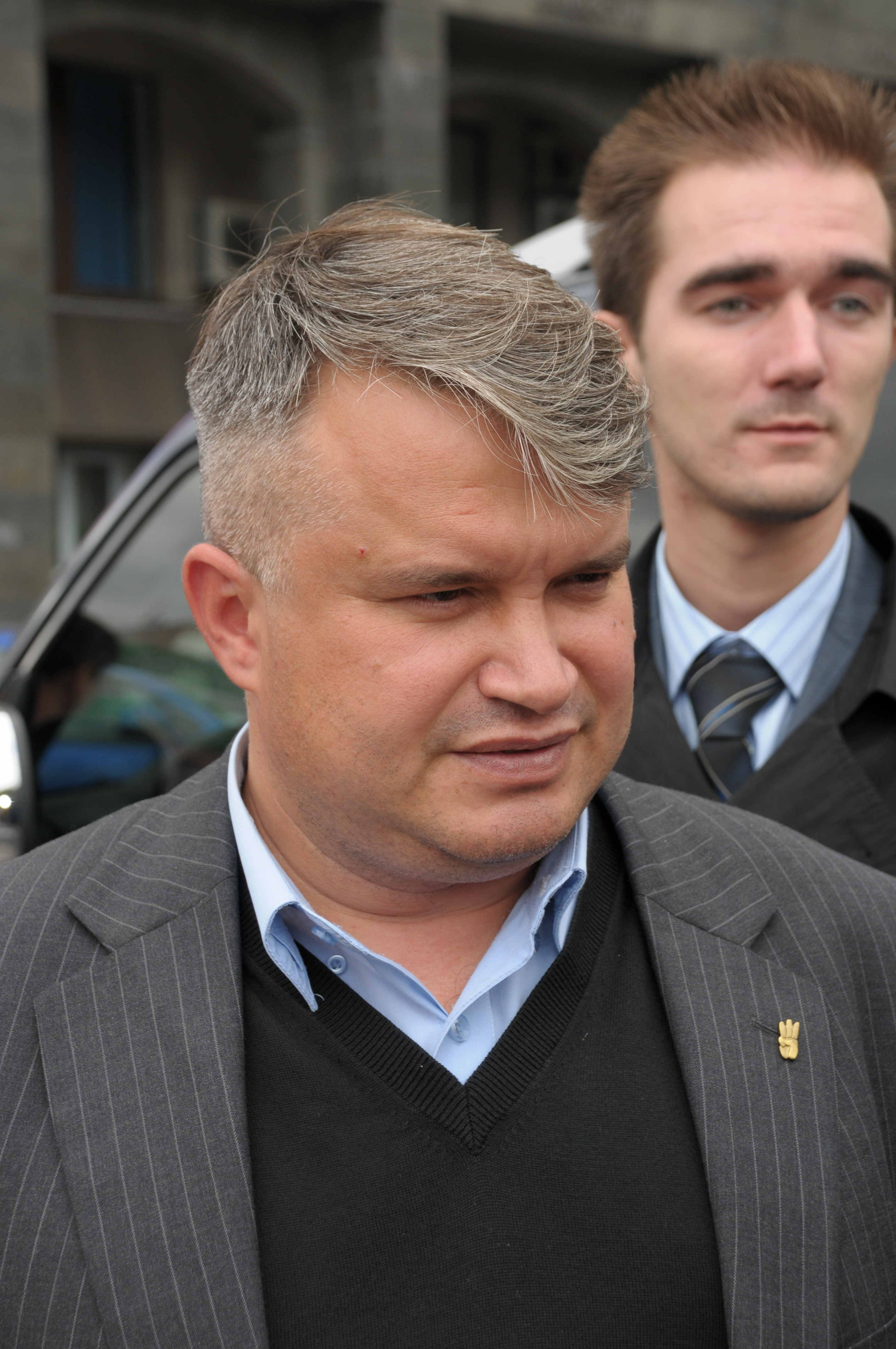
Andrij Mochnyk (ekologiminister)
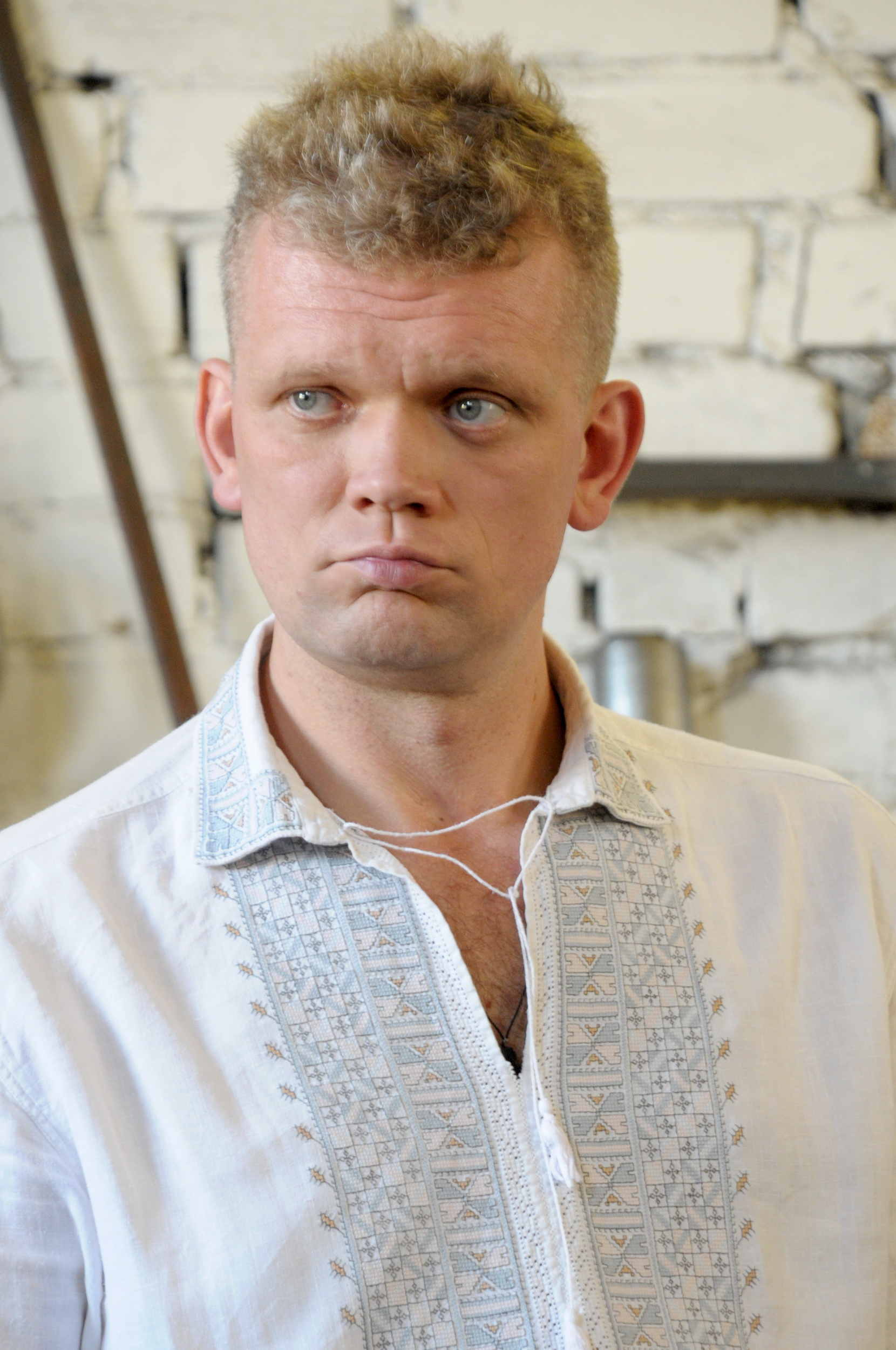
Ihor Sjvajka (jordbruksminister)
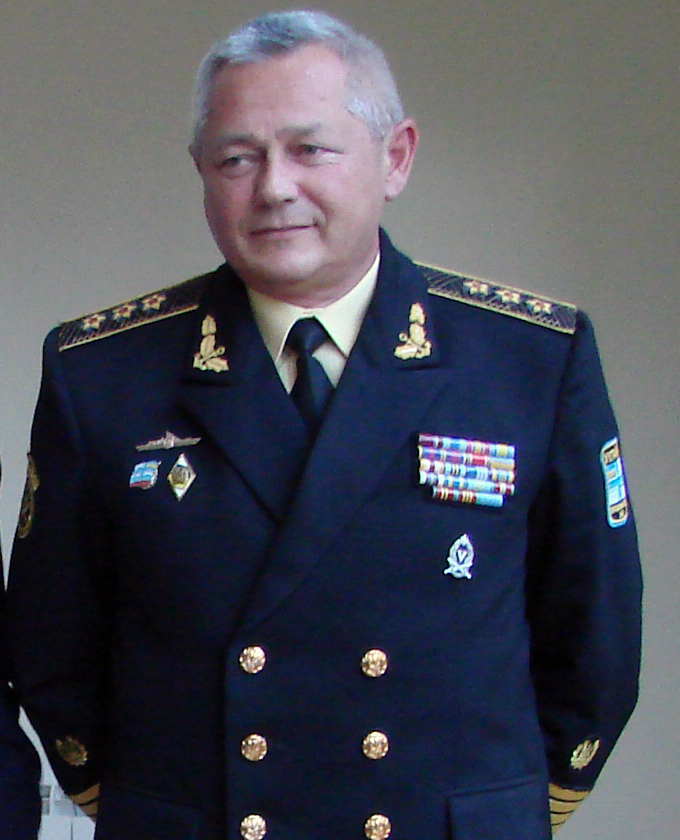
Ihor Tenjutj (försvarsminister till 25 mars 2014)
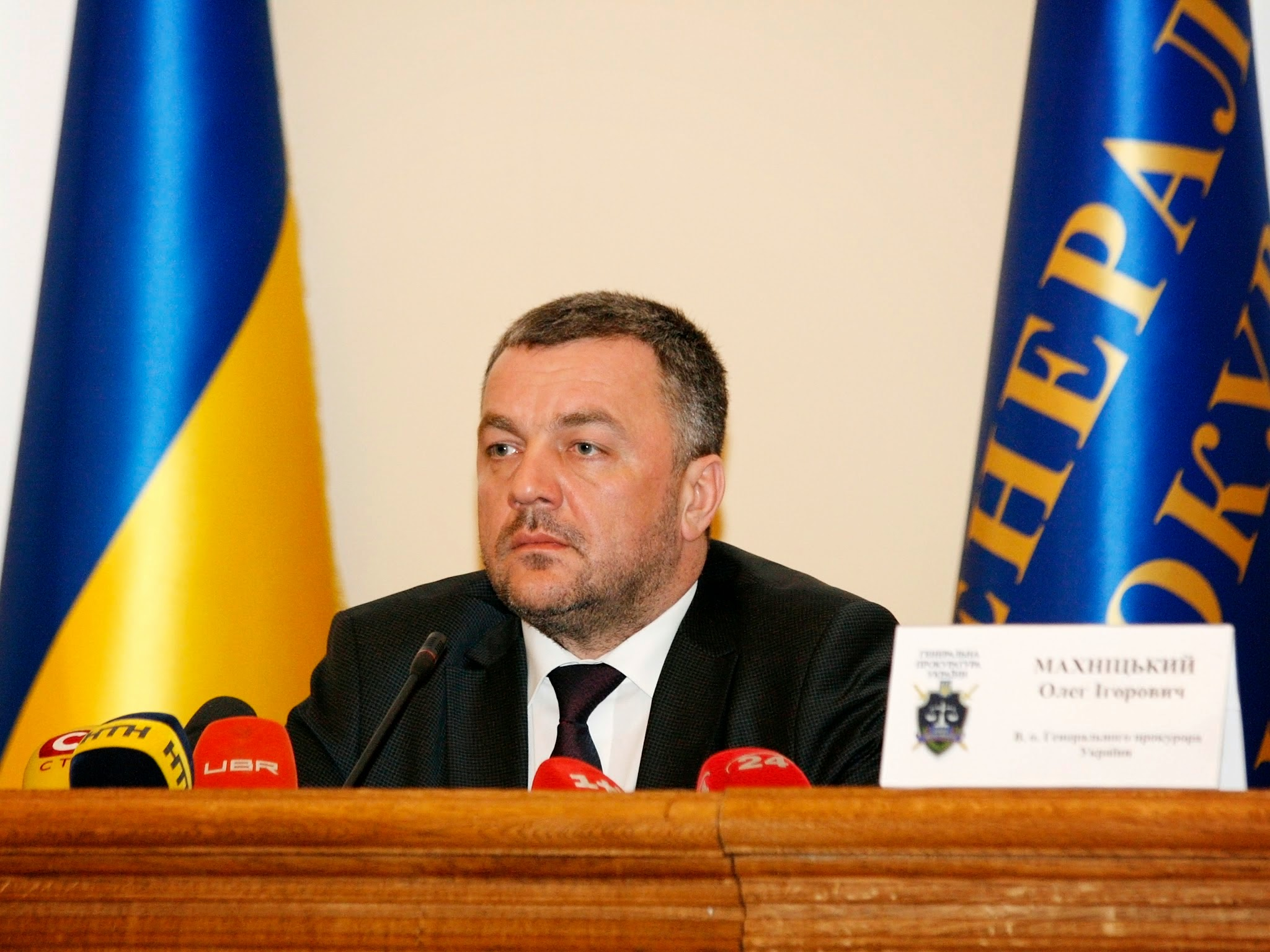
Oleh Magnitskiy (riksåklagare)

Den 24 juli 2014 kollapsade den partikoalition i parlamentet som stödde Jatsenjukregeringen. Den dagen meddelade partierna UDAR och Svoboda att de lämnade koalitionen för att bana väg för det ukrainska extravalet till parlamentet i oktober. De tre Svobodaministrarna kvarstod dock i regeringen tills vidare.

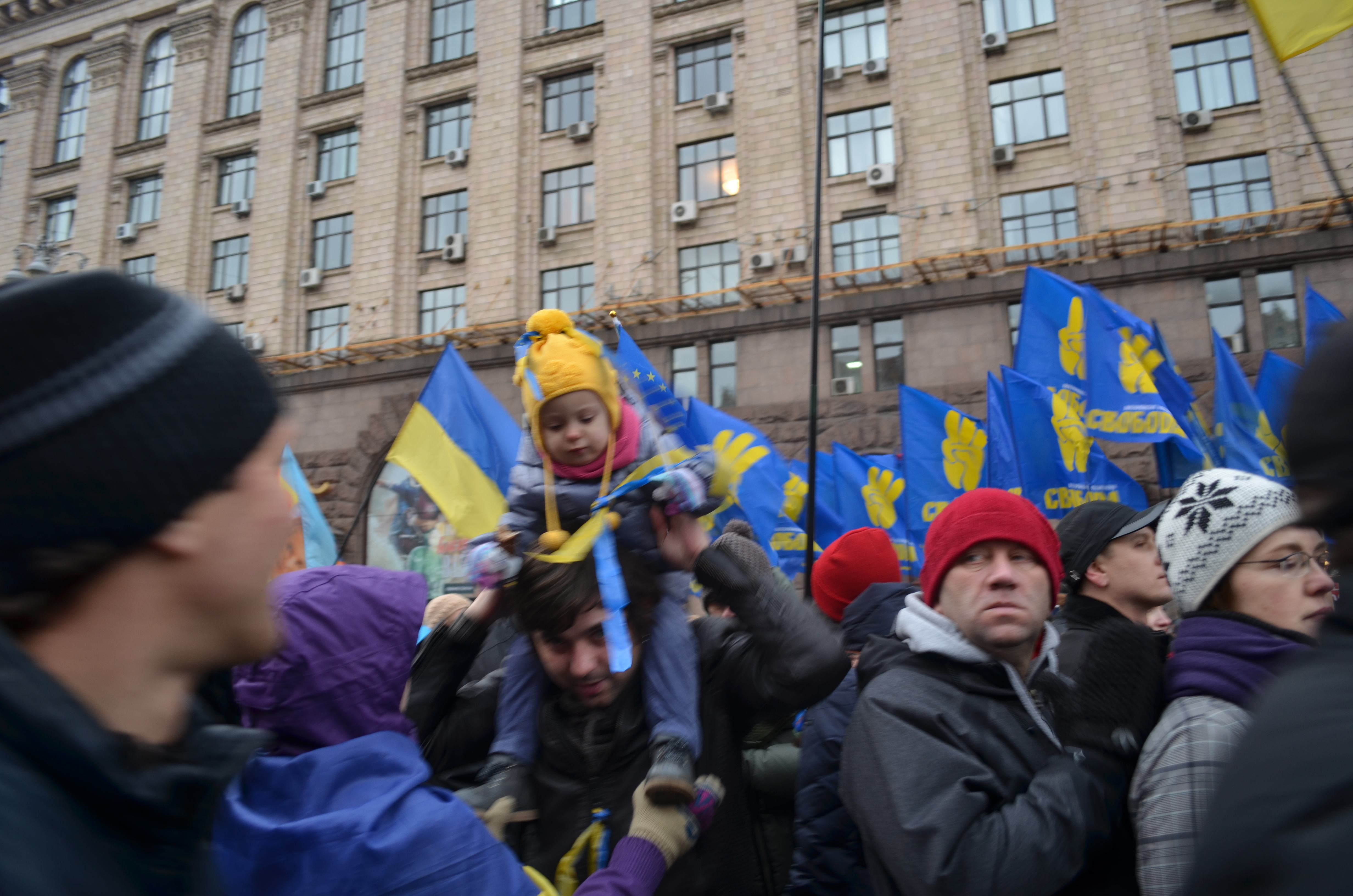
Svobodas vid Euromajdan i Kiev 2013.

### Ingen ledamot i regeringen Jatsenjuk II
Den 26 oktober genomfördes 2014 års extraval till Verchovna Rada. Vid valet förlorade Svoboda 31 av sina 37 parlamentsplatser. I den nya regering – fortfarande under ledning av Arsenij Jatsenjuk – som bildades den 27 november 2014 (godkänd av parlamentet den 2 december) in
gick politiker från fem olika partier, dock ingen från Svoboda.

## Allianser, samarbeten och kontakter
Inför parlamentsvalet 2012 ingick Svoboda koalition med Julia Tymosjenkos parti Fäderneslandsförbundet. Detta resulterade i att Svoboda fick in 37 ledamöter i parlamentet, där de har tagit till nävarna i plenumsalen och medverkat i regelrätta slagsmål. I 2014 års parlamentsval förlorade partiet 30 av 37 mandat; i regeringen Jatsenjuk II har partiet inga poster.

### Europaparlamentets kritik 2012
Den 13 december 2012 gjorde Europaparlamentets ledamöter ett uttalande om att parlamentsvalet i Ukraina inte hade fört landet närmare EU:
"Parlamentets ledamöter är oroliga för de ökande nationalistiska stämningarna i Ukraina vilket har lett till att Svobodapartiet valts in i Ukrainas parlament. Europaparlamentet vill påminna om att rasistiska, antisemitiska och främlingsfientliga åsikter går emot EU:s grundläggande värderingar och principer och uppmanar de prodemokratiska partierna i Ukrainas parlament att inte associera sig med, stödja eller bilda koalitioner med detta parti."

### Svenska kontakter
Sverigedemokraterna uteslöt sin gruppledare i Halland, Oleg Datsishin, för att han hade "gillat" partiet på Facebook och därmed brutit mot SD:s nolltolerans mot extremister och rasister. Det nazistiska partiet Svenskarnas parti (upplöst 2015) stödde öppet Svoboda.
Nordisk Ungdoms internationella kontaktperson Fredrik Hagberg talade i Kievs stadshus i februari 2014, när det var ockuperat av Svoboda, efter vilket han sparkats från sin tjänst hos det svenska Försvaret.

## Valresultat

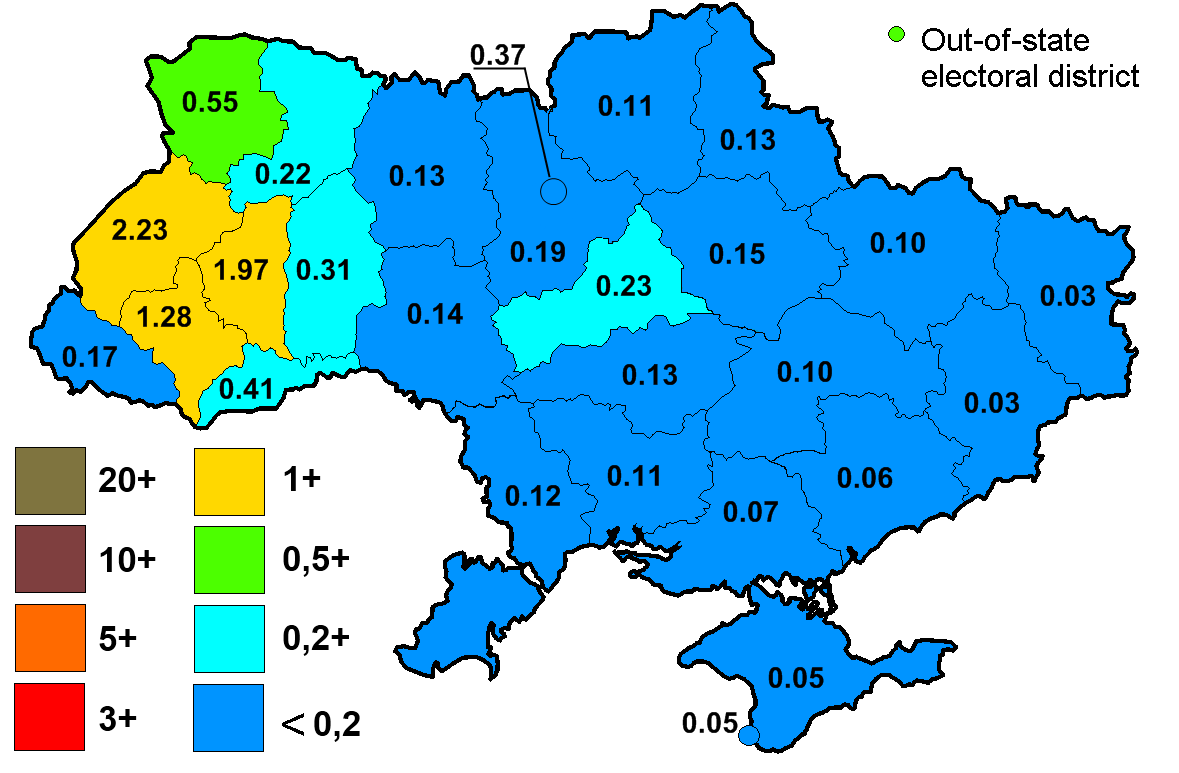
Parlamentsvalet 2006
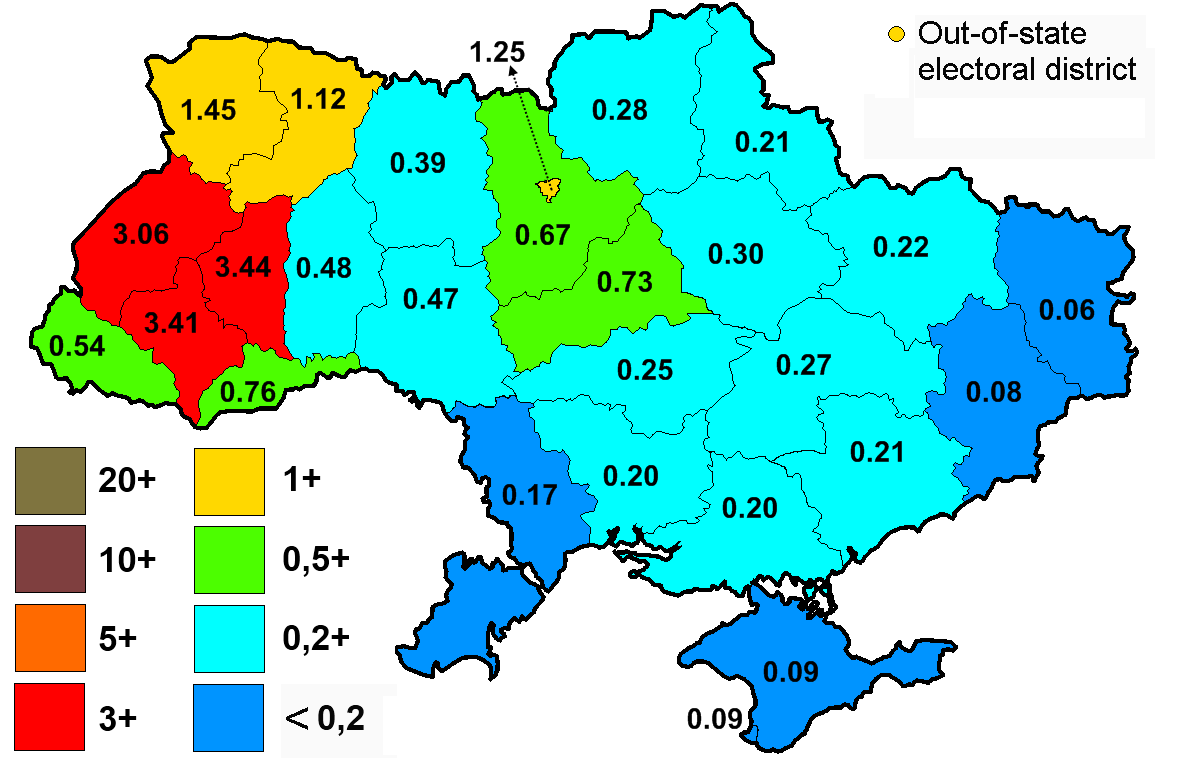
Parlamentsvalet 2007
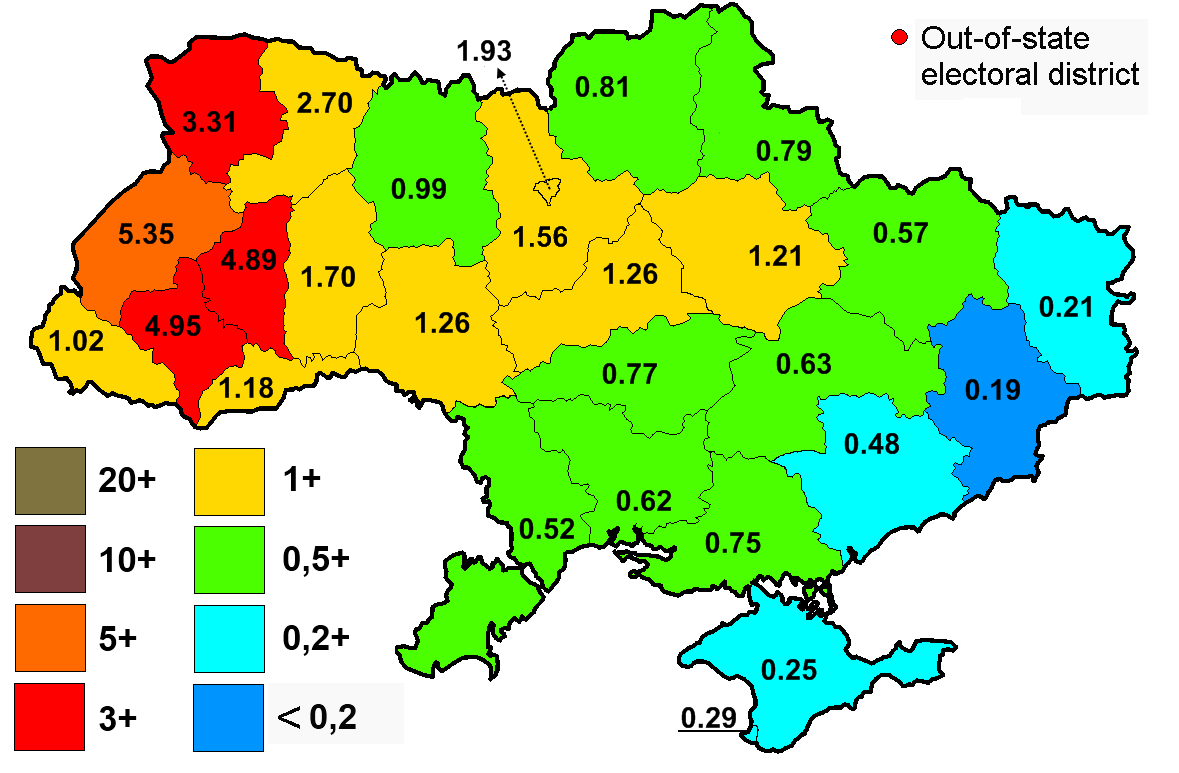
Presidentvalet 2010 (Oleh Tiahnybok)
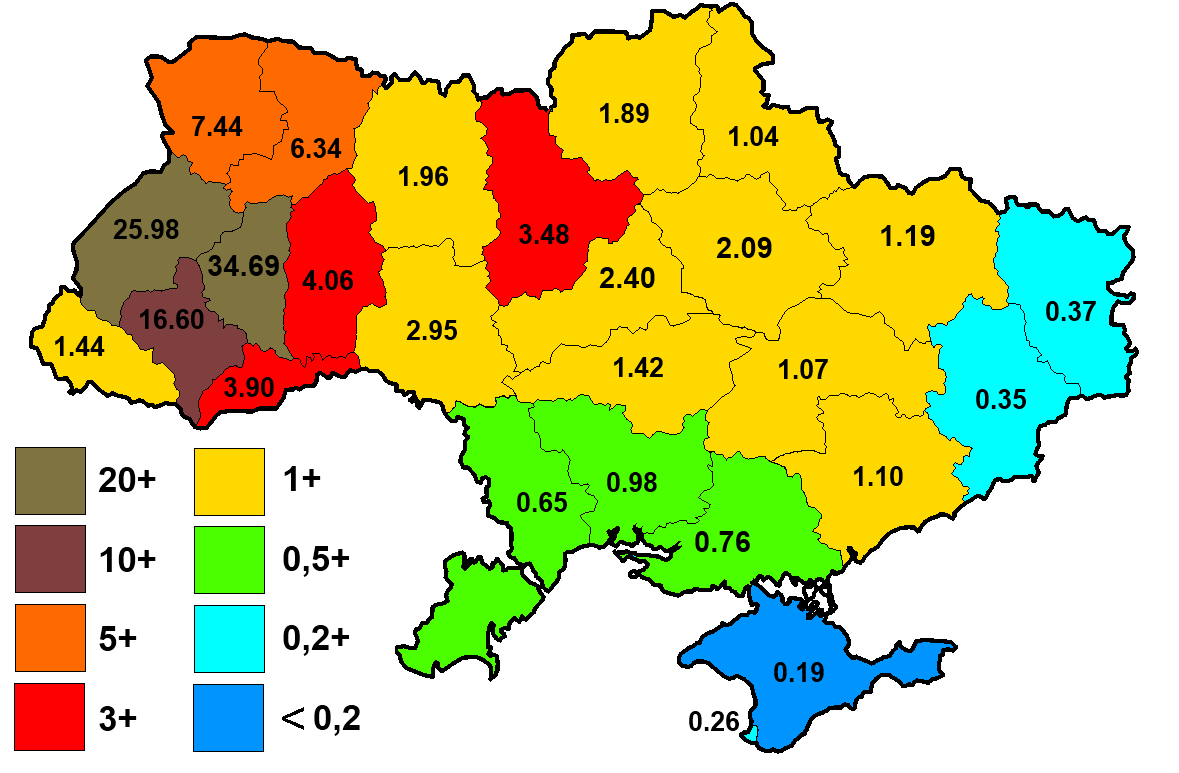
Lokalval 2010
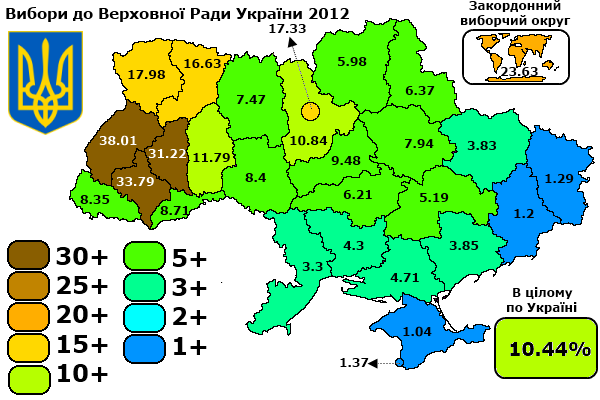
Parlamentsvalet 2012

### Parlamentsval
Partiet växte från 0,76 procent i parlamentsvalet 2007 till närmare 40 procent i vissa valkretsar under parlamentsvalet 2012. I tre distrikt, Ivano-Frankivsk, Lviv och Ternopil, var partiet störst. Efter 2014 års extraval i oktober förlorades 31 av 37 mandat. Man nådde en röstandel på under 5 procent (4,71 procent mot 10,45 procent 2012) och tilldelades endast mandat i singelkandidatsvalkretsar.
| År   | Antal röster | Procentandel av röster | Antal mandat | Mandatsförändring | Regering   |
| ---- | ------------ | ---------------------- | ------------ | ----------------- | ---------- |
| 1994 | 49 483       | 0,20                   | 0 / 450      |                   |            |
| 1998 | 45 155       | 0,20                   | 1 / 450      | ▲ 1               | Opposition |
| 2002 | deltog inte  | deltog inte            | 0 / 450      | ▼ 1               |            |
| 2006 | 91 321       | 0,36                   | 0 / 450      |                   |            |
| 2007 | 178 660      | 0,76                   | 0 / 450      |                   |            |
| 2012 | 2 129 246    | 10,45                  | 37 / 450     | ▲ 37              | Opposition |
| 2014 | 741 517      | 4,71                   | 6 / 450      | ▼ 31              | Opposition |

### Storlek i oblastråd
Nedanstående listas antal Svobodaledamöter i råden i de olika oblasten.[källa behövs]
| Oblastråd                       | Flagga | S:A antal oblast- rådsledamöter | Svoboda % | Svoboda individuella platser | Svoboda totala antalet platser |
| ------------------------------- | ------ | ------------------------------- | --------- | ---------------------------- | ------------------------------ |
| Ternopil oblast lokalråd        |        | 120                             | 34,69%    | —                            | 50                             |
| Lviv oblast lokalråd            |        | 116                             | 25,98%    | 16                           | 41                             |
| Ivano-Frankivsk oblast lokalråd |        | 114                             | 16,60%    | 5                            | 17                             |
| Volyn oblast lokalråd           |        | 80                              | 7,44%     | 1                            | 6                              |
| Rivne oblast lokalråd           |        | 80                              | 6,34%     | 1                            | 5                              |
| Tjernivtsi oblast lokalråd      |        | 104                             | 3,90%     |                              | 4                              |
| Kiev oblast lokalråd            |        | 148                             | 3,48%     | 0                            | 5                              |
| Chmelnytskyj oblast lokalråd    |        | 104                             | 4,06%     | 0                            | 5                              |

## Partiledare
- Jaroslav Andrusjkiv 1995–2004
- Oleh Tjahnybok 2004–

## Svobodas politiker
- Bohdan Benjuk (född 1957), skådespelare
- Iryna Farion (född 1964)
- Jurij Iljenko (1936–2010), filmregissör
- Andrij Illjenko (född 1987)
- Sydor Kizin (född 1975), ledare av Zjytomyrs regionala organisation
- Jurij Michaltjisjin (född 1982), parlamentsledamot som bland annat översatt verk av Joseph Goebbels.[27]
- Ihor Mirosjnitjenko (född 1976)
- Taras Osaulenko (född 1964), partiets internationella sekreterare. Han var en av de inbjudna högtidstalarna vid Svenskarnas partis internationella möte möte Vision Europa 2013 i Stockholm i mars 2013
- Ihor Tenjuch (född 1958), tidigare kommendant för Ukrainas örlogsflotta senare försvarsminister
- Oleh Tiahnybok (född 1968), partiledare sedan 2004